# Antonio Restivo
Antonio Restivo (Palermo, 9 marzo 1945) è un fisico italiano.

## Biografia
Laureato in fisica con una tesi sulla teoria quantistica dei campi, ha collaborato nel 1970 al progetto Procuste presso il Laboratorio di Cibernetica del CNR diretto da Eduardo Caianiello. La sua prima pubblicazione riguardante la teoria degli automi tratta di uno dei problemi aperti contenuti in Counter-free Automata di Robert McNaughton e Seymour Papert.
Negli anni ottanta ha collaborato con Christophe Reutenauer sul problema di Burnside nell'ambito dei semigruppi. Insieme hanno dimostrato il teorema di Restivo-Reutenauer.